# Kanton Blois-5
Blois-5 is een voormalig kanton van het Franse departement Loir-et-Cher. Het kanton maakte deel uit van het arrondissement Blois. Het werd opgeheven bij decreet van 21 februari 2014 met uitwerking op 22 maart 2015.

## Gemeenten
Het kanton Blois-5 omvatte de volgende gemeenten:
- Blois (deels, hoofdplaats)
- Fossé
- Marolles
- Saint-Bohaire
- Saint-Lubin-en-Vergonnois
- Saint-Sulpice-de-Pommeray